# 虞初
虞初（?—?），或尊称为虞子，西漢河南洛陽人，九流十家的小說家代表人物。
武帝時，以方士為侍郎，乘馬，著黃衣，號黃衣使者。張衡《西京賦》曰：「小說九百，本自虞初。」《郊祀志》載：「雒陽虞初等以方詞阻匈奴、大宛。」虞初著有《虞初周說》，已亡佚，後來成為了“小說”的代名詞，湯顯祖有《續虞初誌》4卷，鄧喬林有《廣虞初誌》4卷，張潮有《虞初新誌》20卷，鄭澍若編《虞初續志》12卷。